# Římskokatolická farnost Jaroměřice nad Rokytnou
Římskokatolická farnost Jaroměřice nad Rokytnou je územní společenství římských katolíků ve městě Jaroměřice nad Rokytnou s farním kostelem sv. Markéty.

## Území farnosti

Území jaroměřické farnosti

- Blatnice s kaplí Nejsvětější Trojice,
- Bohušice s kaplí sv. Cyrila a Metoděje,
- Dolní Lažany
- Jaroměřice nad Rokytnou:
  - Boňov s kaplí Svatého Cyrila a Metoděje,
  - Jaroměřice nad Rokytnou s farním kostelem sv. Markéty, kaplí sv. Josefa, kaplí sv. Kateřiny,
  - Ohrazenice s kaplí sv. Víta,
  - Popovice s kaplí sv. Antonína Paduánského,
  - Příložany s kaplí sv. Petra a Pavla,
  - Ratibořice s kaplí sv. Cyrila a Metoděje,
  - Vacenovice,
- Lesůňky s kaplí sv. Františka z Assisi,
- Příštpo,
- Výčapy v části:
  - Štěpánovice s kaplí sv. Matouše.

Historicky tvořil území farnosti celek jaroměřického panství, tedy kromě městečka Jaroměřic též jeho předměstí Lhota a dále Bohušice, Lažany, Popovice, Příložany, Příštpo a Štěpánovice. Z lesonického panství byly k farnosti přifařeny Boňov, Lesůňky, Ratibořice a Vacenovice. V roce 1785 byla z lukovské farnosti přičleněna Blatnice a z hostimské farnosti Ohrazenice.

## Fara
Jaroměřická fara byla zřízena zároveň s farní školou roku 1362. Původní budova stála v dnešním zámeckém parku, u kostela těsně pod hřbitovem. Čelem byla obrácena k předměstí Lhotě. Byla veliká: měla tři komíny. Pod farou byla farní zahrada uzavřená sýpkou a stodolou. Zde farní komplex sousedil s ohradní zdí panské zahrady. Vrchnost nechala faru a její příslušenství chátrat, až všechno zcela sešlo.
Fara byla poté po dohodě mezi děkanem Polachem a Janem Adamem z Questenberka z roku 1706 vybudována na severu městečka, při dnešní Havlíčkově ulici. I tamní komplex sešel věkem a fara byla roku 1833 přesunuta do části zrušeného kláštera servitů. Komplex staré fary s rozlehlou zahradou byl rozdělen na několik stavebních a pozemkových dílů a ty daly základ čtvrti Na děkanství.
Budova je opravená, má klenuté stropy, v jedné místnosti fresky, vytopit tak rozsáhlý objekt je finančně neúnosné. V zimě se proto fara jen temperuje a kněz si topí v jedné místnosti. Většina farních aktivit se proto koná nejčastěji v boční kapli farního kostela.

## Duchovní správci

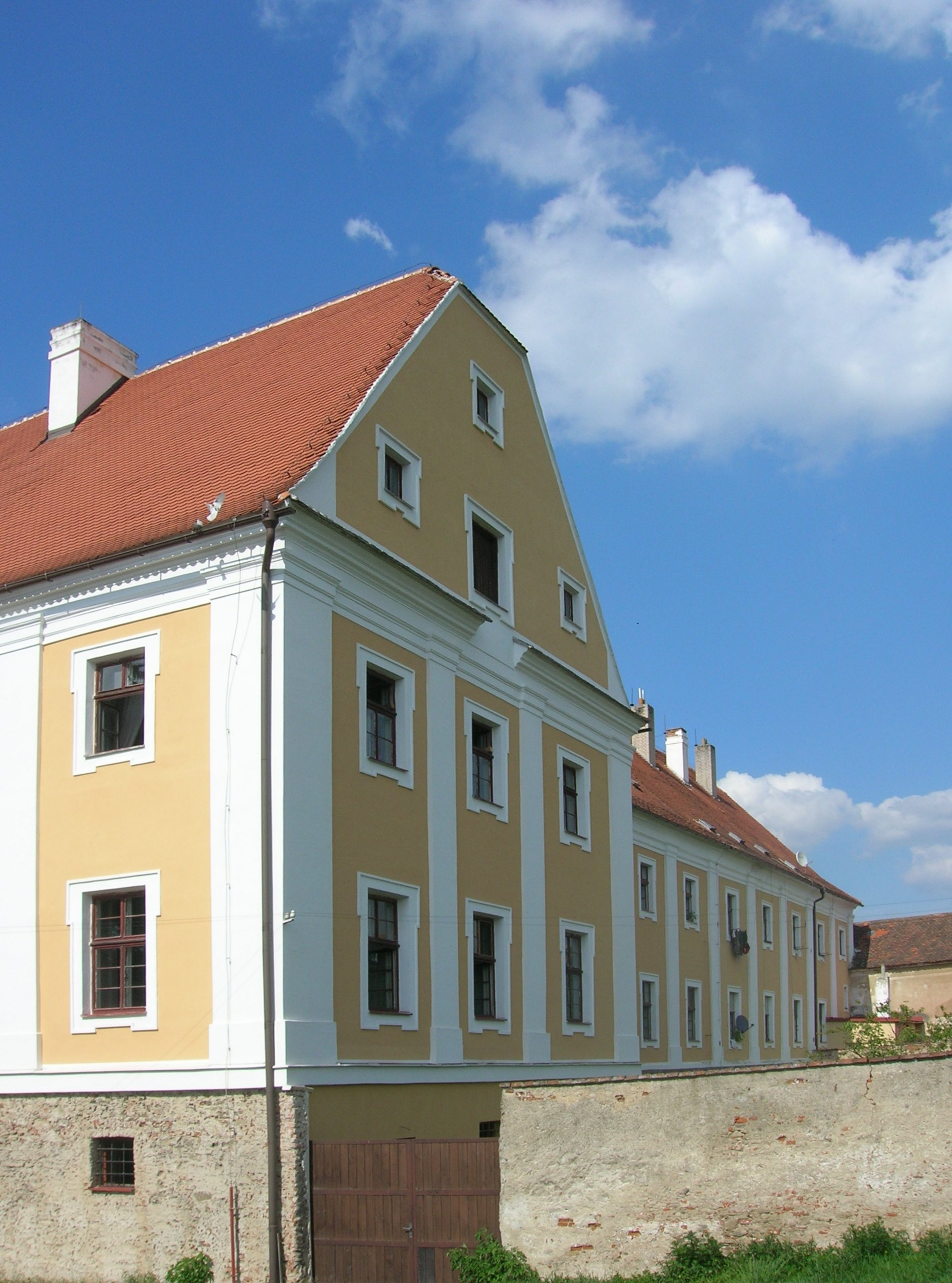
Fara v bývalém klášteře servitů

Doloženými jaroměřickými faráři byli: Vojslav (do r. 1346), Čeněk (zmíněn 1342), Štěpán Štefanů z Tetína (zmíněn 1352), Konrád ze Znojma (uváděn v letech 1358–1360), Jan ze Štítar (zmíněn 1394), P. Pavel z Miličína (zmíněn 1434), Václav z Hodic (1484–1498), P. Jiřík Raniš ze St. Dubenska (1500–1523), Mikuláš (1523–1540), Václav (1540–1544), P. Matouš Špetl (1545–1559), Václav (1560–1564), Baltazar (1564–1567), Blažej (1568–1570), Jan Měštecký (1571–1572), Vavřinec Rvačovský ze Rvačova (1573–1574), Ondřej Sofronius Pardubský (1576–1579), Ondřej Štefan (1577), Václav Žďárský (zmíněn 1581), Pavel Polidorus (zmíněn 1584), Mikulář Pelhřimovský (zmíněn 1587), Vavřinec (zmíněn 1595), Jan Porfirides (zmíněn 1601 a 1613), Jan Brosius (zmíněn 1608). V letech 1613–1631 zde působil bratrský pastor Mošt, poté Václav Olirius (1618), Jan Semonius (1619), David Richter (1620), Simon Oralides (1623), Vavřinec Lehman (1624–1625). Pak byl ustanoven opět katolický farář P. Pavel Nigrin (1625–1632), pak P. Martin Staříč (od 1632). Jeho nástupcem byl P. Jan Václav Achantes (od 1664), zároveň to byl první jaroměřický děkan. Toho roku 1676 vystřídal farář a děkan P. Jan Alois Tomanus, od roku 1689 pak P. Leopold Bedřich Stillner.
Roku 1694 byl za faráře a děkana ustanoven P. Pavel František Polach. Na jeho práci navázal roku 1722 P. Antonín Ferdinand Dubravius. Dalším farářem byl P. Gundaker Ondřej hrabě z Eghu a Hungersbachu (1732–1735), P. Jan Siegmund hrabě z Götzenu (1735–1746). Jeho funkce se měl ujmout P. Tomáš Laštovka (r. 1747), farářem byl ustanoven, ale předešla ho smrt dříve, než do Jaroměřic dorazil. Dalším farářem byl jmenován P. Josef Joachim rytíř ze Stehna (roku 1747). Dále farnosti sloužil P. František Kolumbus (od r. 1778), později též děkan. Dalším v řadě byli P. Antonín Bedřich Jelec (od 1796), P. František Jiří Chvilíček (od 1804), P. František Jan Koeller (od 1829), P. Benedikt Ambrož Prchal (od 1849), P. František Bernard Syneček (od 1869). Do 20. století vstoupila jaroměřická farnost s P. Františkem Borgiasem Hochem z Horního Újezda.
Ve dvacátém století zastávali úřad faráře dále Josef Peksa (1906–1947), Jan Podveský (1947–1951), Jan Fiker (1951–1959), Václav Küchler (1959–1991), v 90. letech 20. století salesiáni - Karel Doležel (1991–1996), Petr Piller (1996–1999), Leo Červenka (od roku 1999).
Farářem byl od srpna 2002 do července 2016 Mgr. Ing. Jan Kovář.Toho jako farář vystřídal od 1. srpna 2016 R. D. Mgr. Tomáš Holcner.

## Bohoslužby
| Kostel      | Místo                   | Bohoslužba (den)                         | Hodina | Poznámka     |
| ----------- | ----------------------- | ---------------------------------------- | --- | ------------ |
| sv. Markéty | Jaroměřice nad Rokytnou | neděle úterý středa čtvrtek pátek sobota | 9.30, 18.00 (zima)/19.00 (léto) 18.00 (zima)/19.00 (léto) - pro děti 7.30 18.00 (zima)/19.00 (léto) 18.00 (1. sobota v měsíci - bohoslužba slova) | farní kostel |

## Aktivity ve farnosti
Ve farnosti funguje společenství založené na charismatickém podkladu, společenství matek a babiček a také pět skupin společenství živého růžence. Náboženství se vyučuje na škole. Aktivní je farní sbor, varhaníků se v kostele střídá více.
Když po roce 1990 nastoupili do farnosti salesiáni vybudovali na zahradě hřiště a opravovali faru. Přes léto zde probíhaly exercicie. Po zjištění ekonomické neudržitelnosti objektu, byla myšlenka duchovního centra zrušena.

Dnem vzájemných modliteb farností za bohoslovce a bohoslovců za farnosti brněnské diecéze je 18. leden. Adorační den připadá na nejbližší neděli po 16. únoru.
Farnost je zapojená do projektů Tříkrálová sbírka a Noc kostelů.